# Hernando de Granada
Sa'ad ben Ali, luego Hernando de Granada o Fernando de Granada (Granada, c. 1480 - Burgos, marzo de 1512), por vezes llamado en algunas obras Fernando Pérez de Guzmán, infante de Granada, fue un infante del reino musulmán de Granada y noble español.

## Biografía
Hijo de Muley Hacén y de su esposa Isabel de Solís luego Zoraida luego Isabel de Solís y hermano de Juan de Granada, primeros propietarios de la Casa Revilla.
Los dos hermanos fueron tratados como príncipes reales, por lo que se mantuvieron en la Corte y el monarca les dotó de bienes propios como el Cortijo de Arenales y la heredad de Dar Aldefla.
Tras el fallecimiento de Muley Hacén en 1485, Zoraida se acogió a la protección de su cuñado, el Zagal, quien le propuso matrimonio, pero ella lo rechazó. Ella y sus hijos se mantuvieron en la Alhambra hasta la capitulación del Zagal en diciembre de 1489. No obstante, su cuñado marchó a Orán (reino de Tremecén), mientras que ella permaneció en Granada. Su posición quedó prácticamente irrelevante con la toma de Granada por los Reyes Católicos en 1492.
Debido a que algunos nobles granadinos instaban a sus hijos a la rebeldía, los Reyes Católicos decidieron trasladarlos a Sevilla en marzo de 1490, manteniéndoles alejados de Granada y acompañando a la Corte castellana. El 30 de abril de 1492 sus hijos y algunos criados fueron bautizados en Santa Fe por el obispo de Guadix.
Anteriormente llamado S'ad, tras la reconquista del reino nazarí y su cristianización y conversión al catolicismo cambió su nombre por el de Hernando de Granada por ser su padrino Fernando V de Castilla, mientras su hermano fue bautizado como Juan de Granada por ser su padrino Juan de Castilla. En virtude de ellos seren los únicos herederos legítimos del reino Nazarí de Granada, los Reyes Católicos los poneron a su servicio al igual que otros príncipes granadinos para evitar que reclamen el trono, al mismo tiempo que ampararon sus matrimonios con damas de la nobleza castellana, en la que entroncaron plenamente.
Su primo Cid Hiaya luego Pedro de Granada asignó a su hijo Alonso dos jaeces de plata esmaltados, los balajes correspondientes y todas las espadas y armas que poseía, entre ellas una espada de oro, que perteneció a un rey moro y que los Reyes Católicos le habían entregado como regalo, para reconocerle a título íntimo que él era el único descendiente de la Casa Real Nazarí, pero debería pedírsela a su primo Fernando de Granada que la tenía en préstamo.
Asistente de Sevilla en 1506, quizá no llegó a ejercer el cargo.
Pasó a gobernador y capitán general o virrey de Galicia, en sustitución de Hernando de Vega, desde al menos abril de 1505 hasta principios de agosto de 1507, durante la regencia del cardenal Francisco Jiménez de Cisneros, según un documento de merced del rey Felipe I de Castilla y su confirmación de la reina Juana de Castilla, quién, como nuevos monarcas castellanos, llegaron a la Península el 28 de abril de 1506, donde desembarcaron precisamente en el puerto de La Coruña, luego se dirigindo a Santiago de Compostela, nel virreinato de Galicia. A pesar de la importancia de este evento, Hernando de Granada no se encontró entre los que los recibieron en La Coruña, y de ello nada se dice de su hipotética gobernación de Galicia. Tal vez por confusión, Antonio López Ferreiro, en la ocasión de su peregrinaje a Santiago de Compostela, menciona como "virrey" de Galicia en esos momentos a Fernando de Vega.
Habitualmente, los documentos del período lo mencionan simplemente como infante o infante don Hernando o Fernando de Granada, sin más apellidos, lo que es indicativo de su indudable relevancia social.
Casó con Mencía de la Vega y Sandoval (c. 1450-e/ septiembre y diciembre de 1514), señora de la villa de Barcial de la Loma y su fortaleza, así como las localidades de Tordehumos, Guardo y Castrillo, de quien fue cuarto esposo, sin descendencia, nieta paterna o de Diego Gómez de Sandoval y Rojas, I conde de Castrojeriz, y de su esposa Beatriz de Avellaneda, señora de Gumiel de Izán, o de Gómez de Sandoval, adelantado mayor de Castilla, mientras su hermano Juan casó en primeras nupcias con la prima hermana o segunda de ella, Beatriz de Sandoval, nieta materna de los I condes de Castrojeriz, y en segundas nupcias con María de Toledo y Monzón. Asentó con su hermano en la ciudad de Valladolid, el cual fue el heredero de la casa que fundó.